# Leichtathletik-Europameisterschaften 1946/Hammerwurf der Männer

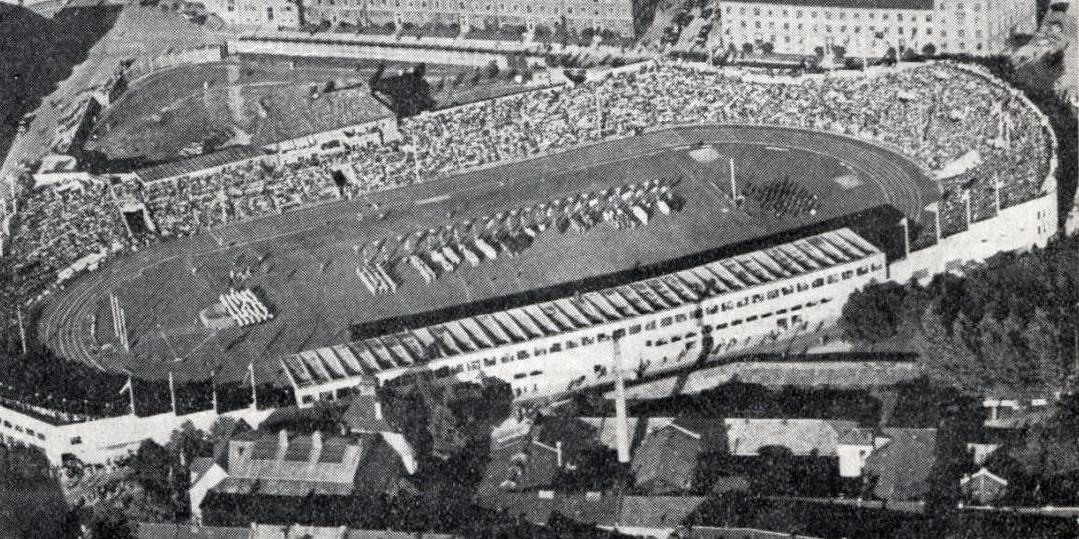
Das Bislett-Stadion in Oslo kurz nach den Europameisterschaften

Der Hammerwurf der Männer bei den Leichtathletik-Europameisterschaften 1946 wurde am 22. August 1946 im Bislett-Stadion der norwegischen Hauptstadt Oslo ausgetragen.
In dieser Disziplin gab es einen schwedischen Doppelsieg. Europameister wurde Bo Ericson. Den zweiten Platz belegte Eric Johansson. Der Brite Duncan Clark gewann die Bronzemedaille.

## Bestehende Rekorde
| Weltrekord           | 59,00 m | Erwin Blask | Stockholm, Schweden  | 27. August 1938   |
| Europarekord         | 59,00 m | Erwin Blask | Stockholm, Schweden  | 27. August 1938   |
| Meisterschaftsrekord | 58,77 m | Karl Hein   | EM Paris, Frankreich | 4. September 1938 |

Der bestehende EM-Rekord wurde bei diesen Europameisterschaften nicht erreicht. Die größte Weite erzielte der schwedische Europameister Bo Ericson mit 56,44 m im Finale am 22. August, womit er den Meisterschaftsrekord um 2,33 m verfehlte. Gleichzeitig blieb er 3,56 m unter dem Europa- und Weltrekord.

## Qualifikation
22. August 1946
Für das Finale qualifizierten sich die ersten acht Athleten – hellblau unterlegt. Die erzielten Weiten gingen wie heute nicht in die Endwertung ein.

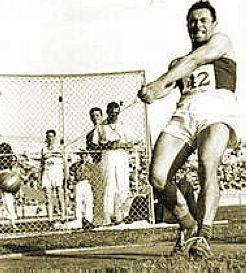
Ivan Gubijan schied mit seinem elften Platz in der Qualifikation aus

| Platz | Name                | Nation           | Weite (m) |
| ----- | ------------------- | ---------------- | --------- |
| 1     | Bo Ericson          | Schweden         | 53,60     |
| 2     | Eric Johansson      | Schweden         | 52,29     |
| 3     | Hans Houtzager      | Niederlande      | 51,46     |
| 4     | Duncan Clark        | Großbritannien   | 50,81     |
| 5     | Teseo Taddia        | Italien          | 50,17     |
| 6     | Alexander Schechtel | Sowjetunion      | 40,90     |
| 7     | Imre Németh         | Ungarn           | 48,47     |
| 8     | Jaroslav Knotek     | Tschechoslowakei | 48,37     |
| 9     | Reino Kuivamäki     | Finnland         | 48,37     |
| 10    | Gunnar Christensen  | Dänemark         | 45,94     |
| 11    | Ivan Gubijan        | Jugoslawien      | 45,11     |

## Finale
22. August 1946, 18.00 Uhr
| Platz | Name                | Nation           | Weite (m) |
| ----- | ------------------- | ---------------- | --------- |
| 1     | Bo Ericson          | Schweden         | 56,44     |
| 2     | Eric Johansson      | Schweden         | 53,54     |
| 3     | Duncan Clark        | Großbritannien   | 51,32     |
| 4     | Imre Németh         | Ungarn           | 50,03     |
| 5     | Hans Houtzager      | Niederlande      | 49,68     |
| 6     | Teseo Taddia        | Italien          | 48,63     |
| 7     | Alexander Schechtel | Sowjetunion      | 46,24     |
| 8     | Jaroslav Knotek     | Tschechoslowakei | 46,04     |